# Giro d’Italia 1921

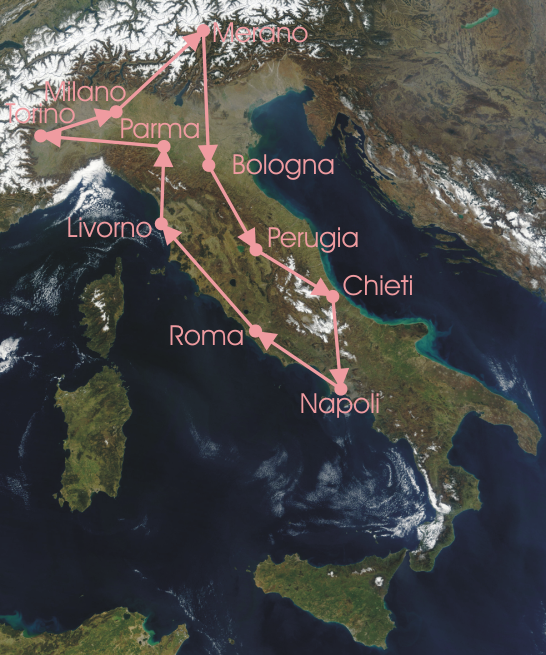
Streckenverlauf des Giro

Der 9. Giro d’Italia fand vom 25. Mai bis 12. Juni 1921 statt. Das Radrennen bestand aus 10 Etappen mit einer Gesamtlänge von 3.107 Kilometern.
Von 69 Teilnehmern erreichten 27 das Ziel. Giovanni Brunero errang den Giro-Sieg vor Gaetano Belloni. Costante Girardengo gewann die ersten vier Etappen in Folge.

## Etappen
| Etappen    | Start – Ziel      | km  | Etappensieger       | Maglia Rosa         |
| ---------- | ----------------- | --- | ------------------- | ------------------- |
| 1. Etappe  | Mailand – Meran   | 333 | Costante Girardengo | Costante Girardengo |
| 2. Etappe  | Meran – Bologna   | 348 | Costante Girardengo | Costante Girardengo |
| 3. Etappe  | Bologna – Perugia | 321 | Costante Girardengo | Costante Girardengo |
| 4. Etappe  | Perugia – Chieti  | 328 | Costante Girardengo | Costante Girardengo |
| 5. Etappe  | Chieti – Neapel   | 264 | Gaetano Belloni     | Gaetano Belloni     |
| 6. Etappe  | Neapel – Rom      | 299 | Luigi Annoni        | Gaetano Belloni     |
| 7. Etappe  | Rom – Livorno     | 341 | Giovanni Brunero    | Giovanni Brunero    |
| 8. Etappe  | Livorno – Parma   | 242 | Luigi Annoni        | Giovanni Brunero    |
| 9. Etappe  | Parma – Turin     | 320 | Gaetano Belloni     | Giovanni Brunero    |
| 10. Etappe | Turin – Mailand   | 305 | Gaetano Belloni     | Giovanni Brunero    |